# Macrotarsomys
Macrotarsomys là một chi động vật có vú trong họ Nesomyidae, bộ Gặm nhấm. Chi này được Milne-Edwards and G. Grandidier miêu tả năm 1898. Loài điển hình của chi này là Macrotarsomys bastardi Milne Edwards and G. Grandidier, 1898.

## Hình ảnh

## Các loài
Chi này gồm các loài: